# Dmitri Sedun
Dmitri Sedun (en rus Дмитрий Седун) (Merke, República Socialista Soviètica del Kazakhstan, 2 de gener de 1971) va ser un ciclista rus que fou professional entre 1996 i 2001. Un cop retirat s'ha dedicat a la direcció d'equips.
Es va casar amb la també ciclista Nicole Brändli.

## Palmarès
- 1999
  - Vencedor d'una etapa a la Volta a Sèrbia
- 2000
  - Vencedor d'una etapa a la Cursa de la Solidaritat Olímpica